# Голодомор — геноцид українського народу (монета)
«Голодомо́р — геноци́д украї́нського наро́ду» — пам'ятна монета номіналом 5 гривень, випущена Національним банком України. Присвячена пам'яті жертв Голодомору 1932—1933 років.
Монету введено в обіг 23 листопада 2007. Вона належить до серії «Інші монети».

## Опис та характеристики монети
| Номінал грн. | Метал      | Маса, грам | Діаметр, мм. | Якість виготовлення       | Гурт     | Тираж, штук |
| ------------ | ---------- | ---------- | ------------ | ------------------------- | -------- | ----------- |
| 5            | нейзильбер | 16,54      | 35,0         | спеціальний анциркулейтед | рифлений | 75 000      |

### Аверс
На аверсі монети в центрі зображено дівчинку з колосками в руках, яка стоїть на стерні, по боках від неї — гілки калини. Унизу розміщено малий Державний Герб України (ліворуч), рік карбування монети «2007» (праворуч) та півколом написи: «П'ЯТЬ 5 ГРИВЕНЬ» та півколом напис «НАЦІОНАЛЬНИЙ БАНК УКРАЇНИ», логотип Монетного двору Національного банку України.

### Реверс

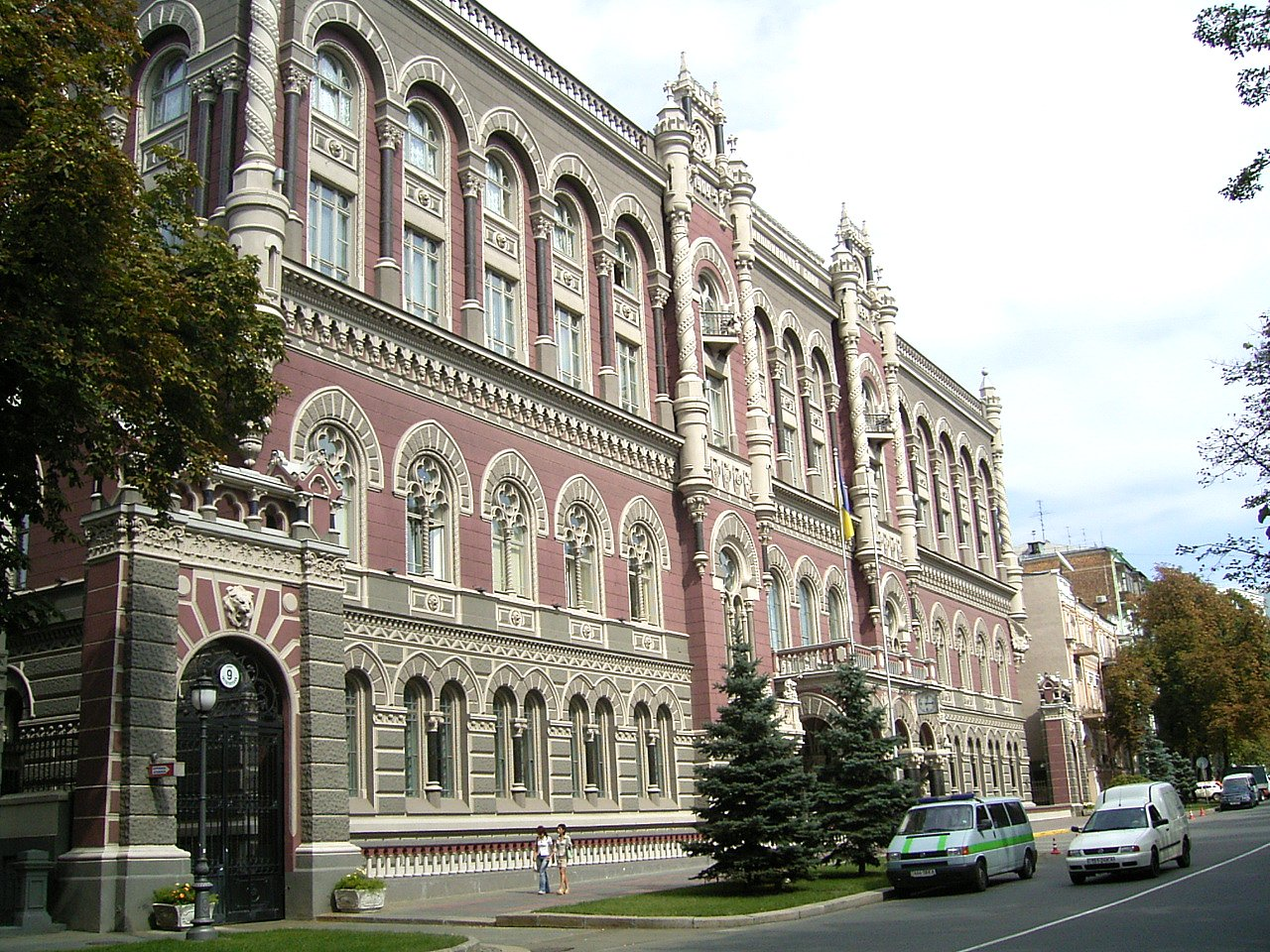
Будівля Національного банку України

На реверсі монети на тлі запалених свічок зображено хрест з лелекою всередині та по колу розміщено написи: «ГОЛОДОМОР — ГЕНОЦИД УКРАЇНСЬКОГО НАРОДУ, 1932 ПАМ'ЯТАЙМО! 1933.»

## Автори
- Художник — Кочубей Микола.
- Скульптори: Чайковський Роман, Атаманчук Володимир, Дем'яненко Володимир.

## Вартість монети
Ціна монети — 20 гривень, була зазначена на сайті Національного банку України 2011 року.
Фактична приблизна вартість монети, з роками змінювалася так:
| Рік        | 2010 | 2011 | 2012 | 2013 | 2014 | 2015 | 2016 | 2017 | 2018 | 2019 | 2020 | 2021 | 2022 | 2023 | 2024 | 2025 |
| ---------- | ---- | ---- | ---- | ---- | ---- | ---- | ---- | ---- | ---- | ---- | ---- | ---- | ---- | ---- | ---- | ---- |
| Ціна, грн. | 25   | 25   | 25   | 30   | 35   | 50   | 70   | 90   | 105  | 105  | 110  | 125  | 180  | 360  | 440  | 540  |